# Garbendeweer
Garbendeweer of Gaarbindeweer is een boerderij op een wierde ten oostzuidoosten van Bierum in de gemeente Eemsdelta in de Nederlandse provincie Groningen. De wierde ligt ten noorden van Nes, Uiteinde en Klein Wierum en ten zuiden van Hoogwatum. Langs de wierde stroomt een zijstroompje van de Bierumermaar, de Garbendeweerstertocht. Ten zuiden van de wierde ligt een gaslocatie.
De wierde heeft een hoogte van circa 2,3 meter boven NAP.

## Geschiedenis
In de Kroniek van Bloemhof staat dat in 1213 door het Klooster Bloemhof een uithof (of kloostervoorwerk) werd gesticht te 'Hora', dat door een latere kroniekschrijver gelijkgesteld wordt aan Gerbadawerve. Aangezien deze naam verder nergens voorkomt is door Ehbrecht gespeculeerd dat deze plek op Garrelsweer of Oosterdijkshorn zou kunnen slaan. Tegenwoordig wordt echter gesteld dat dit zeer wel Garbendeweer kan zijn geweest, al is eerder ook wel gedacht dat Hora en Gerbadawerve twee verschillende uithoven waren. De Boer neemt aan dat dit vrouwenklooster in dat jaar aan oostzijde van de vroegere (Grote) Heekt werd gebouwd, die waarschijnlijk iets eerder was afgedamd nabij Watum. De nog vochtige bodem zou de naam 'Hora' (Oudfries voor "slijk") kunnen verklaren. Drie jaar later werd een uithof voor mannen gebouwd bij het nabijgelegen Klein Wierum. In 1219 zou de uithof getroffen zijn door de Sint-Marcellusvloed. De uithof werd bij de verzelfstandiging van het Nijenklooster (Rozenkamp) in de 15e eeuw eigendom van dit klooster. Bij de Reductie kwam het in 1594 in eigendom van Stad en Lande. 
Tijdens de bevrijding van Delfzijl werd de boerderij verwoest door beschietingen rond de batterie Nansum. Na de oorlog werd ze weer opgebouwd.

## Trivia
- Volgens Van der Aa (19e eeuw) is Garbendeweer de verkeerde naam en moet het Garmerdeweer zijn (een naam die verder nergens wordt genoemd). Hij vermeldt ook dat er vroeger een edele heerd stond.[5]

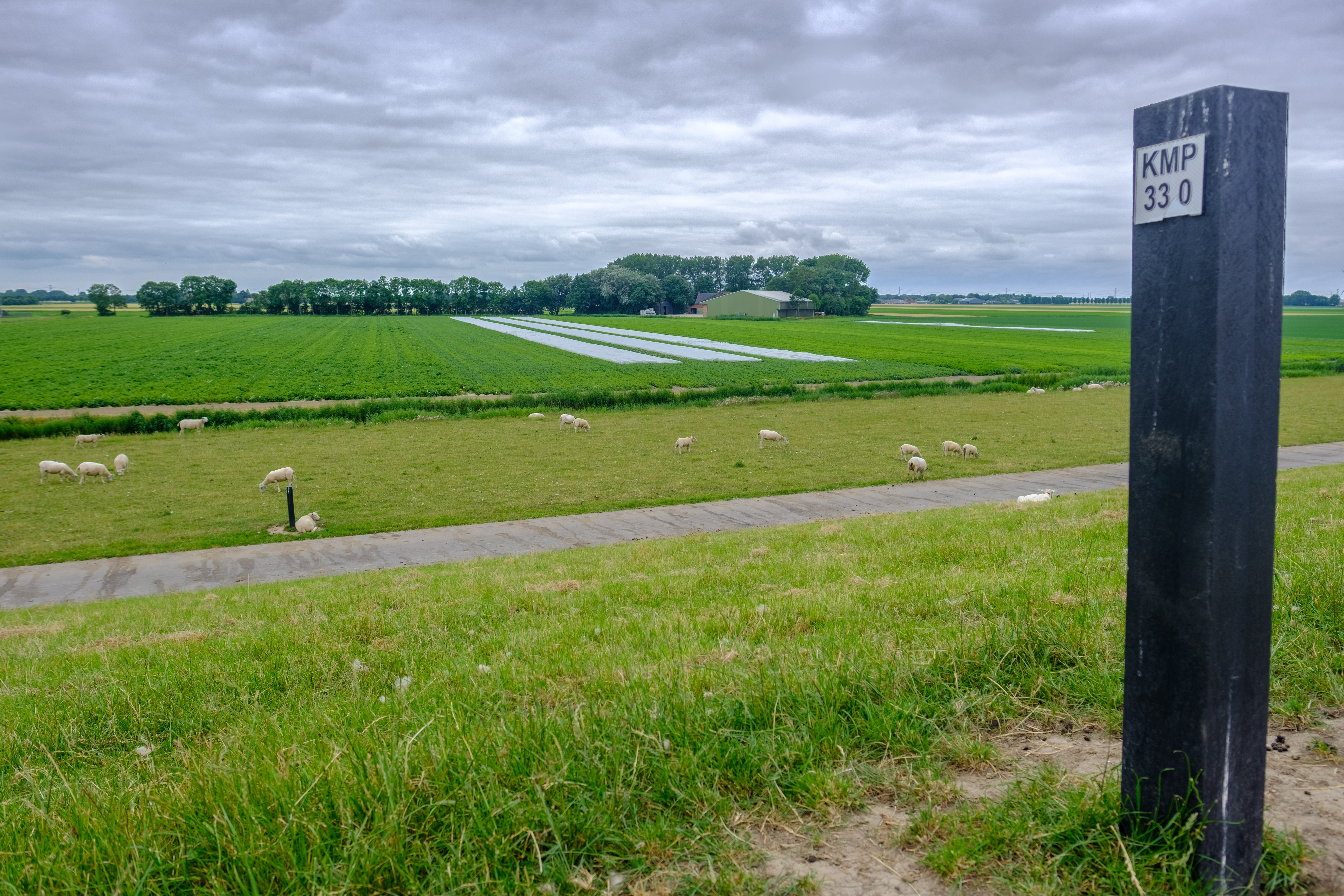
Garbendeweer gezien vanaf de dijk

Groningen: Steden en dorpen      Nederland: Provincies · Gemeenten